# Пальміра (поїзд)
«Пальмíра» — фірмовий пасажирський потяг 1-го класу категорії  «Нічний експрес» № 7/8 сполученням Харків — Одеса. Протяжність маршруту потяга складає — 762 км.
На потяг є можливість придбати електронний квиток. 

## Історія
З 27 грудня 2017 року «Укрзалізниця» призначила новий потяг № 7/8 категорії «Нічний експрес» за маршрутом Харків — Одеса з графіком курсування через день. У порівнянні з нічним швидким фірмовим потягом № 60/59 «Чайка» Одеса — Харків потяг № 7/8 долає маршрут протяжністю 762 км швидше на 2 години при прямуванні з Харкова до Одеси і на 2,5 години зворотно — з Одеси до Харкова. На той час в складі потяга курсувало всього 5 вагонів (вагони тільки класу люкс і купе, плацкартні вагони в даному потязі відсутні). В цьому потязі вартість проїзних документів суттєво вища, ніж аналогічного класу в нічному швидкому потязі «Чайка» № 59/60, який має в своєму складі вагони різного класу (плацкартні, купе і люкс).
З 8 липня 2019 року на потяг доступний продаж проїзних документів за 60 діб до відправлення.
З призначенням другого складу потяга, «Укрзалізниця» встановила щоденне його курсування. Наразі потяги формування пасажирського вагонного депо ПКВЧД-7 Харків-Сортувальний Південної залізниці та ПКВЧД-3 Одеса-Головна Одеської залізниці.
З 8 грудня 2019 року, з введенням в дію розкладу руху пасажирських потягів на 2019/2020 роки, сайт «Укрзалізниці» подає інформацію, що потяг курсує під іменною назвою — «Пальміра».

## Інформація про курсування
Нічний експрес «Пальміра» курсує цілий рік, щоденно. На маршруті руху зупиняється на 5 проміжних станціях. Тривалі зупинки лише на 2 станціях — Знам'янка-Пасажирська та Полтава-Південна, де здійснюється зміна локомотивних бригад.
| Розклад руху потяга «Пальміра» з 8 грудня 2019 року | Розклад руху потяга «Пальміра» з 8 грудня 2019 року | Розклад руху потяга «Пальміра» з 8 грудня 2019 року | Розклад руху потяга «Пальміра» з 8 грудня 2019 року | Розклад руху потяга «Пальміра» з 8 грудня 2019 року |
| Час прибуття                                        | Час відправлення                                    | Станції                                             | Час прибуття                                        | Час відправлення                                    |
| --------------------------------------------------- | --------------------------------------------------- | --------------------------------------------------- | --------------------------------------------------- | --------------------------------------------------- |
| —                                                   | 21:50                                               | Харків                                              | 08:50                                               | —                                                   |
| 09:19                                               | —                                                   | Одеса                                               | —                                                   | 21:18                                               |

Актуальний розклад руху вказано у розділі «Розклад руху призначених поїздів» на офіційному вебсайті «Укрзалізниці».

## Схема потяга
В обігу два склади потяга формування пасажирського вагонного депо ПКВЧД-7 Харків-Сортувальний та ПКВЧД-3 Одеса-Головна. 
Потягу встановлена схема з 10 фірмових вагонів 1-го класу:
- 8 купейних;
- 2 вагон класу «Люкс».

З потягом також курсує вагон-автомобілевоз (з Харкова — щосереди, з Одеси — щочетверга), скористатися послугою якого є можливість, незалежно від погодних умов, доїхати до місця призначення найбільш безпечним транспортом зі своїм автомобілем, при цьому відпочиваючи в комфортних умовах та зберігаючи ресурс автомобіля. Перевезення автомобіля та оформлення проїзних документів для пасажирів, які супроводжують автомобіль, можливо оформити одночасно в обох напрямках.
Нумерація вагонів при відправленні з Харкова — з голови, при відправленні з Одеси — з хвоста потяга.